# Cancer du larynx
 Mise en garde médicale
Le cancer du larynx, qui touche souvent des fumeurs et autres personnes ayant contact avec des substances cancérogènes dans l'air respiré, est un cancer se développant généralement au niveau des cordes vocales, dans une partie appelée glotte. Il fait partie des cancers des voies aérodigestives supérieures.

## Épidémiologie

### Incidence
2 753 nouveaux cas chaque année en France.

### Facteurs de risque
Les facteurs de risque sont le tabagisme et surmenage vocal associé au tabagisme, l'alcoolisme souvent en combinaison, des infections à papillomavirus (HPV 16),
Aussi des lésions pré-cancéreuses : laryngites chroniques, l'exposition à l'amiante (étude du Centre international de recherche sur le cancer IARC, 2012),, ou une irritation cervicale antérieure sont des dangers possibles. Toutes ces causes peuvent être renforcées par un facteur génétique.

## Symptômes
Parmi les symptômes lors du développement d'un cancer de la gorge, on peut citer un mal de gorge, une voix enrouée, une douleur irradiant jusqu'à l'oreille et/ou une difficulté lors de la déglutition, une toux, une gêne respiratoire, une douleur d'oreille unilatérale. La douleur d'oreille est souvent liée à la présence d'un ganglion au cou douloureux, dur et persistant plus de 3 semaines.[réf. nécessaire]

## Diagnostic
Des proliférations de la muqueuse du larynx, en particulier des cordes vocales sont visibles.
Le diagnostic commence au médecine générale ou le médecin spécialiste, lequel, par palper et laryngoscope examine le lieu des symptômes. En suite, par tomodensitométrie, imagerie par résonance magnétique, tomographie par émission de positons et/ ou échographie lieu et grade de la tumeur sont déterminés. Par biopsie la validation finale du diagnostic et l'espèce de la tumeur sont trouvées.

## Anatomopathologie

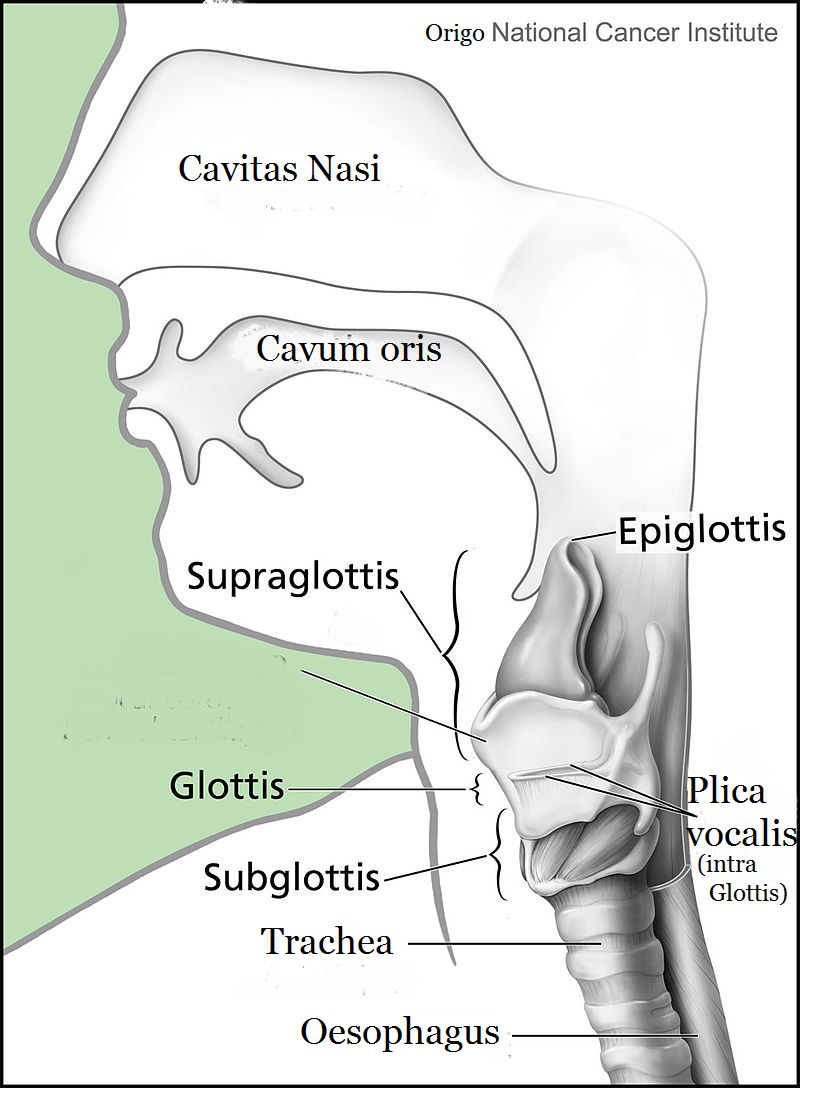
Schéma du larynx et l'espace environnant
Cavitas nasi : Cavité nasale
Cavis orum : cavité orale
Glottis : Larynx
Plica vocalis : Cordes vocales
Trachea : Trachée
Oesophagus : Œsophage

Comme les autres cancers de la sphère ORL, le cancer du larynx est un carcinome épidermoïde dans la très grande majorité des cas (90 % des cas), des tumeurs glandulaires, qui sont rares (adénocarcinome et cylindrome) ou des sarcomes et lymphomes, qui sont des cancers exceptionnels.

### Étude clinique
Un cancer du larynx peut être découvert en cours d'une consultation en cas de dysphonie, dyspnée, dysphagie, adénopathie cervicale métastatique, otalgie réflexe, crachat hémorragique ou toux irritative.
L'interrogatoire recherche des signes d'appel (par exemple dyspnée persistante évoluant de plus de trois semaines chez un malade de plus de quarante ans fumeur).
L'examen clinique du larynx se fait par laryngoscopie indirecte (miroir laryngé) ou fibroscope laryngé selon l'aspect macroscopique, siège et extension de la tumeur et mobilité des cordes vocales et des aryténoides. En outre, la palpation de la région cervicale, la palpation des aires ganglionnaires et du larynx (extension tumorale) a lieu.
Un examen paraclinique, la laryngoscopie directe en suspension permet de visualiser la tumeur de préciser son aspect, siège et de réaliser la biopsie.
Un bilan radiologique par TDM (siège et extension de la tumeur, les lésions et adénopathies métastatiques), IRM fournissent un bilan biologique d'extension et permettent la recherche de métastases.
Une échographie abdomino-pelvienne et pan-endoscopie donnent des indications supplémentaires.
En cas d'un résultat positif, une laryngoscopie directe permet de préciser l'envahissement local et de pratiquer la biopsie qui pose le diagnostic de certitude et la nature de cette néoformation.
L'évaluation de la tomodensitométrie et de l'imagerie par résonance magnétique fournissent un bilan d'extension.

### Diagnostic différentiel
Le diagnostic différentiel permet de différencier la tuberculose laryngée, syphilis laryngées, paralysie laryngée ou des tumeurs bénignes du larynx.

### Résultat
Le résultat est classifié selon les critères de classification TNM et discuté par des réunions multidisciplinaires d'oncologie

## Évolution
L'évolution d'un cancer du larynx sous traitement, dont le but est l'éradication de la tumeur, permettant d'améliorer le pronostic, dépend du choix du traitement.
Sans traitement, le cancer du larynx est létal.

### Complications
Des complications connues sont : œdème du larynx, infection broncho-pulmonaires, perichondrites, extension tumorale cutanées, hémorragie (rupture du gros vaisseau du cou) et métastases ganglionnaires ou à distance (pulmonaire, hépatique, osseuse)

## Traitement
Le but du traitement est d'éradiquer la lésion, d'éviter les complications et les récidives, de restaurer si possible les trois fonctions du larynx et d'augmenter la longévité.

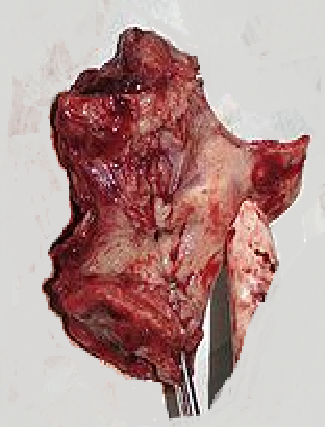
Larynx
(À droite : part d'un doigt, au-dessous : pincette)

Les moyens sont d'une part chirurgicaux (laryngectomie totale ou partielle) , d'autre part médicaux (chimiothérapie, chimiothérapie adjuvante ou néo-adjuvante, radiothérapie ou polythérapie en combinaison de ces méthodes).
La méthode indiquée dépend du type histologique, l'aspect macroscopique, le stade de la tumeur et l'état général du malade.

### Méthodes chirurgicales
Extraction totale
L'extraction totale, ayant des graves conséquences e.g. dégradation importante de l'interaction linguistique,.
Extraction partielle
Par l'extraction partielle, on peut conserver des fonctions du larynx. Un traitement au laser est effectué, si possible.

### Traitement médical
Le traitement médical est la chimiothérapie et en certains cas la thérapie génique.

### Traitement par radiothérapie
Avant une radiothérapie au larynx, il faut comme mesure préventive, une laryngectomie, une gastrostomie endoscopique percutanée, un traitement dentaire et un protège-dents

### Traitement combinatoire
La combinaison des méthodes, généralement de la radiothérapie et la chimiothérapie, gagne de plus en plus d'importance.

## Pronostic
Le cancer du larynx présente un pronostic dit intermédiaire. La survie relative à 5 ans est de 60 % à 70 % homme et femme. Il existe de fortes variations en fonction du stade de la maladie et du type de l’atteinte (locale pure, ganglionnaire et/ou métastatique).

## Suivi des patients
Le suivi après le traitement est une composante importante des soins apportés aux personnes atteintes de cancer.
Des visites de suivi sont recommandées tous les un à trois mois, les deux premières années, tous les trois mois pendant la 3e année et tous les six mois pendant les 4e et 5e années. Ultérieurement, la visite une fois par an est la règle générale.
Les laryngectomisés et leur entourage se sont eux-mêmes organisés. Ces contacts sont aussi importants que le suivi médical, la perte de la voix étant un grave problème psychosocial.

### Vidéos
- [vidéo] « Cancer du larynx », sur YouTube
- [vidéo] « Parler sans cordes vocales après cancer du larynx », sur YouTube (en)
- [vidéo] « Radiothérapie - cancer du larynx et tête », sur YouTube (en)
- [vidéo] « Michael Douglas parle de sa bataille contre son cancer en 2014 au congrès de AHNS et IFHNOS », sur YouTube (en)

### Autres liens
- « Traitements du cancer du larynx », Société canadienne du cancer